# Ctenucha fosteri
Ctenucha fosteri är en fjärilsart som beskrevs av Rothschild 1912. Ctenucha fosteri ingår i släktet Ctenucha och familjen björnspinnare. Inga underarter finns listade i Catalogue of Life.